# Park Narodowy El Tamá
Park Narodowy El Tamá (hiszp. Parque nacional El Tamá) – park narodowy w Wenezueli położony w stanach Táchira i Apure. Został utworzony 12 grudnia 1978 roku i zajmuje obszar 1390 km². W 2017 roku został zakwalifikowany przez BirdLife International jako ostoja ptaków IBA. Od południa i zachodu graniczy z Parkiem Narodowym Tamá w Kolumbii.

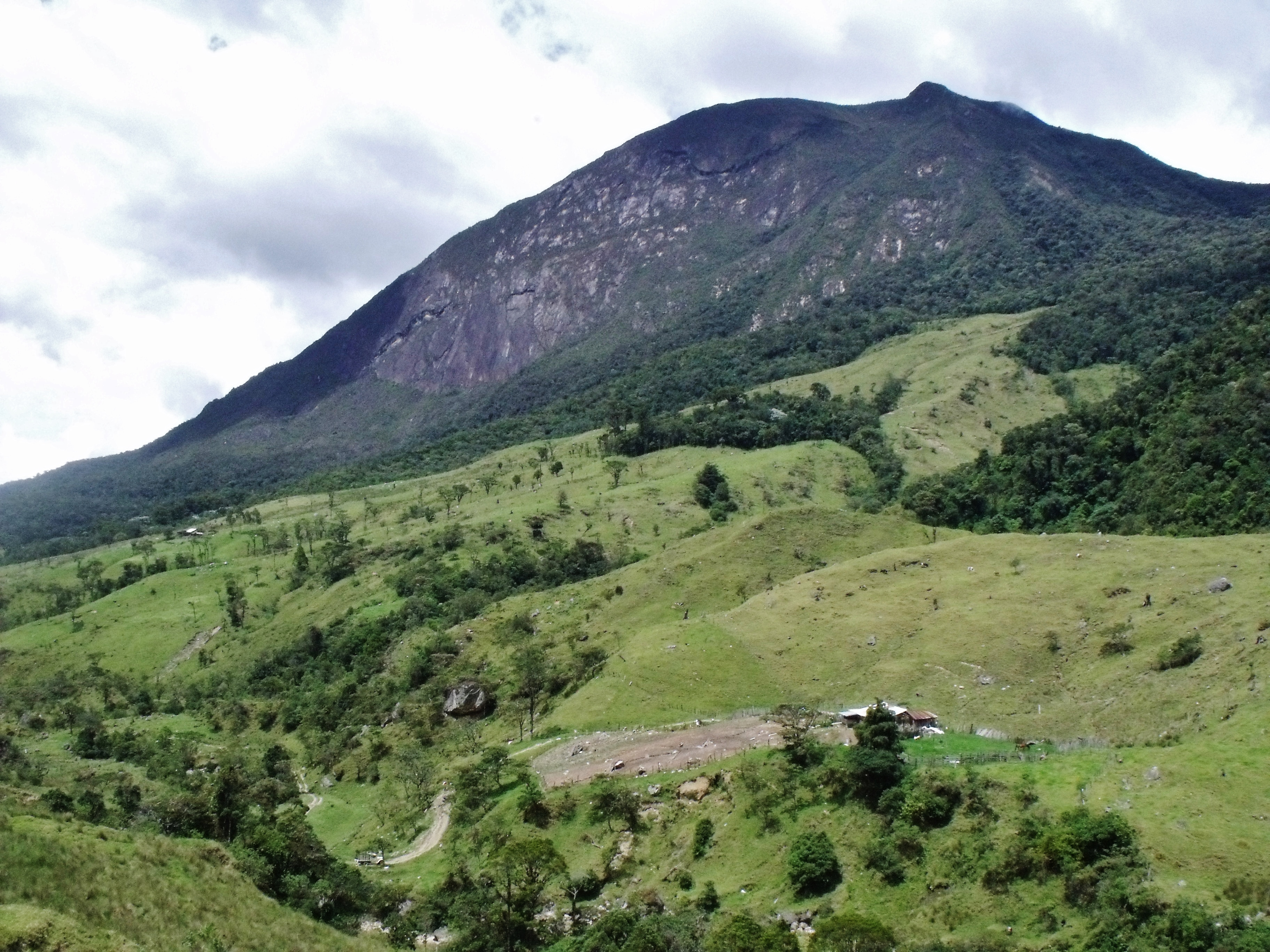
Szczyt El Cobre

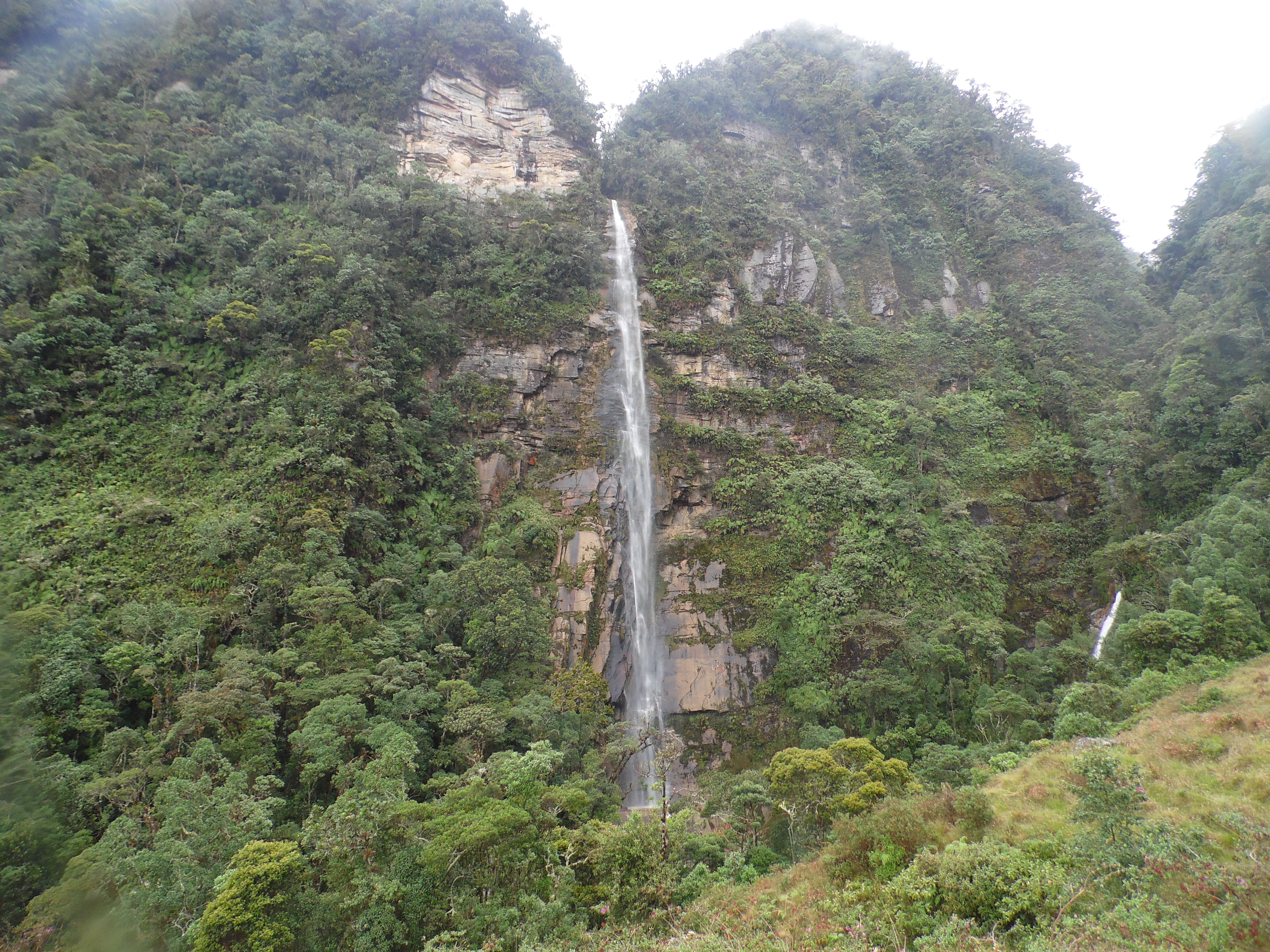
Wodospad El Chorrerón

## Opis
Park obejmuje wenezuelską część pasma górskiego Tamá (kolumbijską część zajmuje Park Narodowy Tamá) położonego w północnej części Kordyliery Wschodniej. Najwyższe szczyty to El Cobre (3613 m n.p.m.) i Judío (3372 m). Znajdują się tu źródła kilkunastu rzek uchodzących do Orinoka i  jeziora Maracaibo a także 35 jaskiń i liczne wodospady. Niżej położoną część parku pokrywa wilgotny las równikowy i tropikalny wilgotny las górski. Wyżej występuje las mglisty i paramo.
Średnia roczna temperatura w parku wynosi w zależności od wysokości od +5 °C do +16 °C, a średnie roczne opady od 2000 mm do 4000 mm.

## Flora
W paramo dominują gatunki roślin z rodzajów Espeletia oraz Jamesonia, Oreobolus, Castilleja, goryczka, Halenia, tłustosz, pływacz, Castrella i borówka. Występują tu gatunki endemiczne takie jak zagrożone wyginięciem (EN) Libanothamnus divisoriensis i Tamania chardonii, narażony na wyginięcie (VU) Libanothamnus tamanus oraz Libanothamnus neriifolius, Oreobolus venezuelensi, Rhynchospora tamana i Tamananthus crinitus.
W lasach rośnie m.in.: Lagenanthus princeps, Chimarrhis microcarpa i Simira erythroxylon.

## Fauna
Fauna w parku nie została dokładnie zbadana. Z ssaków żyją tu m.in.: narażone na wyginięcie (VU) tapir amerykański i andoniedźwiedź okularowy, a także ocelot wielki i paka nizinna.
W parku zarejestrowano 547 gatunków ptaków. Są to krytycznie zagrożona wyginięciem (CR) kusaczka łuskowana, narażony na wyginięcie (VU) czubacz hełmiasty, a także m.in.: tyrańczyk rdzawopręgi, kusaczka pręgowana, drobik rudogłowy, dzięcioł czerwonokarkowy, elfik wstęgoszyi, przepiór wenezuelski, rudzielczyk jednobarwny, tłuszczak, skalikurek andyjski i Notiochelidon flavipes.